# 300 Days at Sea
300 Days at Sea è l’ottavo album in studio della cantautrice e poetessa bermudiana Heather Nova, pubblicato il 25 settembre 2011.
È stato registrato nello studio di casa di Heather, in una piccola isola] rocciosa delle Bermuda, usando solo l’energia solare; Nova ha registrato diciannove tracce, sebbene non tutte siano state incluse nel prodotto finale.

## Descrizione
L'album è entrato nella top 40 in cinque paesi europei al momento della pubblicazione rilascio, con recensioni che lo hanno definito il miglior album di Heather dai tempi di “Oyster”. Per quest’album si è riunita di nuovo la band dei primi lavori, sia per la musica che per la produzione, affidata al marito dell’artista Felix Tod e a David Ayers, con il supporto di un progetto di crowdfunding. Il primo singolo è stato “Higher Ground”, che ha ricevuto più trasmissioni radiofoniche di qualsiasi brano di Heather Nova fino a questo momento.
Si può dire che l'ideazione dell’album sia iniziata quando un pescatore ha condotto Heather Nova attraverso le barriere coralline delle Bermuda e le ha mostrato il relitto della sua casa d'infanzia, lo yacht "Moon", che giaceva sul fondo dell’oceano.
«Non riesco a descrivere la sensazione» dice Heather, «di galleggiare nell'acqua sopra la casa della mia infanzia e di vederla rovinata sul fondo del mare».
Il pescatore, un fan di Nova, si è tuffato in acqua per recuperare la bussola della nave dal relitto e gliel’ha restituita.
«Sono stata sopraffatta dall'emozione», continua Heather, «e ho iniziato a piangere. Così tanti ricordi, come una marea, mi sono tornati alla mente dalla mia infanzia: la magia di quei giorni, l'incredibile avventura in cui i miei genitori ci avevano portato per realizzare il loro sogno e per il quale avevano rischiato così tanto. Il simbolismo della bussola che torna alla nostra famiglia è stato intenso; ed era come se non avessi tirato su solamente la bussola, ma anche le canzoni mi avessero seguito dal profondo».
Così è nata l’ispirazione che ha portato Heather Nova a scrivere un album sull'infanzia, la memoria, la perdita e la speranza.

## Tracce
Testi e musiche di Heather Nova.
1. Beautiful Ride – 4:26
2. Higher Ground – 4:16
3. Stop the Fire – 3:52
4. Save a Little Piece of Tomorrow – 4:56
5. Everything Changes – 3:39
6. Do Something That Scares You – 4:32
7. The Good Ship "Moon" – 3:44
8. Turn the Compass Round – 3:48
9. Burning to Love – 4:20
10. I'd Rather Be – 3:58
11. Until the Race Is Run – 4:26
12. Stay – 4:36
13. Precious Things – 4:29 – (traccia bonus della Limited Edition con DVD)

iTunes Deluxe Version
1. He's Spiritual – 4:07
2. You're a Rainbow – 3:23
3. Over You – 4:18
4. When the Music Stops – 4:04
5. Precious Thing – 4:31